# Ain Umm Sujoor
Ain Umm Sujoor (in arabo موقع عين أم السجور‎?) è un sito archeologico situato nei pressi del villaggio di Diraz, in Bahrain: probabilmente edificato nel terzo millennio a.C., comprende due pozzi, diverse camere e forni.

## Etimologia
Il nome del pozzo, Ain Umm Sujorr, si traduce dall'arabo "Madre della sorgente dalle acque traboccanti".

## Storia e descrizione
I pozzi risalgono al terzo millennio a.C., al periodo Dilmun, mentre le camere e i forni, situati a sud dei pozzi, furono aggiunti successivamente. Il pozzo a nord è denominato pozzo sacro o tempio dell'acqua, in quanto era utilizzato dalla gente del luogo per ringraziare gli dei per l'acqua. Il secondo pozzo e la piscina sono stati aggiunti probabilmente in un'epoca successiva.
Le esplorazioni del sito vennero condotte da archeologi danesi e giapponesi rispettivamente nel 1954 e nel 1990: in particolare la squadra giapponese fu la prima a suggerire che i pozzi potessero essere dei luoghi sacri.